# Tarn Taran
Tarn Taran es una ciudad de la India, centro administrativo del distrito de Tarn Taran, en el estado de Punyab.

## Geografía
Se encuentra a una altitud de 229 m s. n. m. a 237 km de la capital estatal, Chandigarh, en la zona horaria UTC +5:30.

## Demografía
Según estimación 2010 contaba con una población de 62 555 habitantes.